# Baudrières
Baudrières – miejscowość i gmina we Francji, w regionie Burgundia-Franche-Comté, w departamencie Saona i Loara.
Według danych na rok 1990 gminę zamieszkiwały 792 osoby, a gęstość zaludnienia wynosiła 29 osób/km² (wśród 2044 gmin Burgundii Baudrières plasuje się na 299. miejscu pod względem liczby ludności, natomiast pod względem powierzchni na miejscu 230.).